# Trigeminaler Reiz
Beim trigeminalen Reiz handelt es sich um eine Stimulation des Nervus trigeminus, also des Gesichtsnervs, der für die Widerspiegelung niederer Sinne im Gesicht zuständig ist (also etwa Tastsinn und Temperatursinn).
Zu den oralen trigeminalen Reizen gehören z. B. die Adstringenz, das Brennen von Alkohol im Mund, die kühlende Wirkung von Pfefferminze oder das Brennen von Chili. Es handelt sich dabei nicht um Geschmackseindrücke.